# Regilio Seedorf
Regilio Seedorf (Rotterdam, 13 december 1988) is een Nederlands profvoetballer van Surinaamse afkomst. Hij is lid van de familie Seedorf, en een achterneef van Clarence Seedorf.

## Clubcarrière
Seedorf maakte in het seizoen 2007/08 zijn de debuut bij Beveren en behoorde sindsdien tot de selectie van het eerste elftal. Hij had een contract tot medio 2009. In juli 2010 tekende hij een contract bij FC Oss.

### FC Oss
Mede met het aantrekken van Seedorf hoopten de Ossenaren weer gauw vanuit de Topklasse te kunnen promoveren naar de Eerste divisie. Veel wedstrijden zou hij niet spelen, waarna hij in december 2010, na goed overleg met FC Oss, vertrok. Via een Cypriotische makelaar uit zijn periode bij Atromitos Yeroskipou, vertrok hij begin 2011 naar Litouwen voor een avontuur bij FK Tauras Tauragė, om zijn loopbaan weer een impuls te geven.

### FK Tauras Tauragė
Begin 2011 vertrok hij naar Litouwen voor een avontuur bij FK Tauras Tauragė. Seedorf debuteerde op 19 maart 2010 voor Tauras in de competitiewedstrijd tegen FK Klaipėda, waarin hij ook direct tweemaal scoorde. Over het niveau van de voetbalcompetitie in Litouwen vertelt Seedorf in een interview: "Het is vergelijkbaar met de Eerste divisie of de onderkant van de Eredivisie.". Met FK Tauras neemt Seedorf ook deel aan de UEFA Europa League. In de kwalificatieronde van het Europees voetbaltoernooi trof hij de Nederlandse club ADO Den Haag, maar de wedstrijd werd met 2-3 verloren. Wel scoorde Seedorf de 2-1 voor Tauras.

### Latere carrière
In 2012 speelde Regilio Seedorf voor het Armeense Gandzasar Kapan. Vervolgens ging hij bij Haaglandia spelen. Vanaf 2014 speelt hij voor SC REMO en daarna voor SV Houtwijk. In 2018 ging hij naar SDV Rotterdam.

### Statistieken
| Seizoen         | Club                 | Land               | Competitie        | Competitie | Competitie | Beker | Beker | Internationaal | Internationaal | Play-offs | Play-offs | Totaal | Totaal |
| Seizoen         | Club                 | Land               | Competitie        | Wed.       | Dlp.       | Wed.  | Dlp.  | Wed.           | Dlp.           | Wed.      | Dlp.      | Wed.   | Dlp.   |
| --------------- | -------------------- | ------------------ | ----------------- | ---------- | ---------- | ----- | ----- | -------------- | -------------- | --------- | --------- | ------ | ------ |
| 2007/08         | KSK Beveren          | Vlag van België    | Tweede klasse     | 2          | 0          | 0     | 0     | -              | -              | -         | -         | 2      | 0      |
| 2008/09         | KSK Beveren          | Vlag van België    | Tweede klasse     | 1          | 0          | 0     | 0     | -              | -              | -         | -         | 1      | 0      |
| Club totaal     | Club totaal          | Club totaal        | Club totaal       | 3          | 0          | 0     | 0     | -              | -              | -         | -         | 3      | 0      |
| 2009/10         | Atromitos Yeroskipou | Vlag van Cyprus    | B' Kategoria      | 8          | 2          | 0     | 0     | -              | -              | -         | -         | 8      | 2      |
| Club totaal     | Club totaal          | Club totaal        | Club totaal       | 8          | 2          | 0     | 0     | -              | -              | -         | -         | 8      | 2      |
| 2010/11         | FC Oss               | Vlag van Nederland | Topklasse         | 4          | 0          | 1     | 0     | -              | -              | -         | -         | 4      | 0      |
| Club totaal     | Club totaal          | Club totaal        | Club totaal       | 4          | 0          | 1     | 0     | -              | -              | -         | -         | 4      | 0      |
| 2011            | FK Tauras Tauragė    | Vlag van Litouwen  | NFKA A Lyga       | 29         | 11         | 0     | 0     | 2              | 1              | 0         | 0         | 31     | 12     |
| Club totaal     | Club totaal          | Club totaal        | Club totaal       | 29         | 11         | 0     | 0     | 2              | 1              | 0         | 0         | 31     | 12     |
| 2012/13         | Gandzasar Kapan      | Vlag van Armenië   | Bardzragujn chumb | 16         | 5          | 0     | 0     | 4              | 0              | 0         | 0         | 20     | 5      |
| Club totaal     | Club totaal          | Club totaal        | Club totaal       | 16         | 5          | 0     | 0     | 4              | 0              | 0         | 0         | 20     | 5      |
| Club            |                      |                    |                   |            |            |       |       |                |                |           |           |        |        |
| Carrière totaal | Carrière totaal      | Carrière totaal    | Carrière totaal   | 60         | 18         | 1     | 0     | 6              | 1              | 0         | 0         | 67     | 19     |